# Michèle Torr
Michèle Torr (Pertús, 7 d'abril de 1947) és una cantant francesa.
Va començar la seua carrera l'any 1964, però no va ser fins a la dècada del 1970 que va esdevenir més famosa i va atènyer l'èxit a França i a l'estranger, principalment amb les cançons J'aime, Une petite Francaise i J'en appelle á la tendresse.
Participà dues vegades en el Festival d'Eurovisió, la primera l'any 1966, per Luxemburg, i la segona el 1977 per Mònaco.
L'any 2003 va incorporar al seu repertori cançons d'Édith Piaf.

## Discografia
- 1964 : Dans mes bras oublie ta peine
- 1965 : Dis- moi maintenant
- 1966 : Ce soir, je t'attendais
- 1970 : Tous les oiseaux reviennent
- 1974 : un disque d'amour
- 1976 : Je m'appelle Michèle
- 1976 : Jezebel
- 1977 : Une petite francaise
- 1977 : J'aime
- 1978 : Emmène- moi danser ce soir
- 1979 : Chanson inédite
- 1980 : Lui
- 1981 : J'en appelle á la tendresse
- 1982 : Olympia 83
- 1983 : Midnight Blue en Irlande
- 1983 : Adieu
- 1984 : Donne-moi la main, donne-moi l'amour
- 1986 : Je t'aime encore
- 1986 : Qui ?
- 1987 : Chanson de toujours
- 1987 : I remenber you
- 1988 : Je t'avais rapporté
- 1989 : Argentina
- 1991 : Vague á l'homme
- 1993 : A mi vi
- 1993 : Olé Olé (Kun til Canada)
- 1995 : A nos beaux jours (country music på fransk)
- 1997 : Seule
- 2002 : Donner
- 2003 : Michèle Torr chante Piaf
- 2006 : La louve
- 2008 : Ces années -lá.